# Mary Jane Kinnaird
Mary Kinnaird ou Mary Jane Kinnaird, Lady Kinnaird ; Mary Jane Hoare (14 mars 1816 - 1er décembre 1888) est une philanthrope anglaise et cofondatrice de la Young Women's Christian Association.

## Biographie
Kinnaird est née Mary Jane Hoare en 1816 à Blatherwick Park dans le Northamptonshire. Ses parents William Henry et Louisa Elizabeth sont morts respectivement en 1819 et 1816, la laissant orpheline alors qu'elle est encore enfant. Elle vit avec son grand-père paternel Henry Hoare de Mitcham Grove (en) jusqu'à sa mort en 1828, puis son frère aîné Henry Hoare (1807-1866) (en) devient son tuteur légal. Ses soins quotidiens sont confiés à des tantes et des oncles et à une gouvernante. Elle est inspirée par la lecture des œuvres de l'évangéliste William Romaine pour l'étude biblique, les prières quotidiennes et l'évangélisation. En 1837, elle devient secrétaire de facto de son oncle, le révérend Baptist Wriothesley Noel qui est basé à la chapelle St John à Bedford Row à Londres. Elle établit ses propres projets et fonde la St John's Training School for Domestic Servants en 1841. Un autre projet est d'aider à financer une salle commémorative de Calvin à Genève. Elle et le révérend Noël voulent encourager la diffusion du protestantisme européen et elle reçoit la visite à plusieurs reprises du pasteur suisse Jean-Henri Merle d'Aubigné et du pasteur français Frédéric Monod.

## Militante
Son travail est renforcé lorsqu'elle épouse en 1843 Arthur Kinnaird (10e Lord Kinnaird), qui est le Lord Kinnaird d'Inchture, et le deuxième baron Kinnaird de Rossie à partir de cette année-là. Ils s'installent à Londres et tous les mercredis, ils invitent à discuter de projets philanthropiques. Elle est timide et n'entreprend pas de parler en public, mais elle est la force motrice. Son projet personnel est de collecter des fonds en achetant des livres de prières. Les fonds recueillis sont destinés au Lock Hospital and Asylum, qu'elle et son mari soutiennent. Son mari est un fervent partisan du droit de vote des femmes, mais elle estime que cela ne correspond pas à son idée du rôle de la femme. Elle ne parle pas en public, mais on pense qu'elle écrit les discours de son mari.
Kinnaird travaille avec Florence Nightingale pour former des infirmières pour la guerre de Crimée. Dans le cadre de ce travail, elle créé le North London Home où les femmes peuvent séjourner. La maison a sa propre bibliothèque. La même année, elle donne naissance au plus jeune de ses enfants, Emily.

## Ecoles au Pakistan
En 1856, elle et ses cinq enfants vont vivre au-dessus de la banque où son mari travaille à Pall Mall East. Cette nouvelle maison devient un autre centre de bonnes œuvres. Sa passion principale est l'Inde et elle fonde l'Indian Female Normal School and Instruction Society, qui créé plus de soixante écoles en Inde et aurait visité plus de 1 300 zenanas. Vers 1907, une école de Lahore, au Pakistan, change son nom en Kinnaird Christian Girls 'High School pour reconnaître sa contribution. L'école est maintenant le Kinnaird College for Women.

## YWCA
Kinnaird s'appuie sur son travail à la North London Home pour fonder l'Association unie pour l'amélioration chrétienne et domestique des jeunes femmes, qui en 1871 compte quatre instituts et deux maisons. Voulant élargir ce projet en 1878, elle décide de le combiner avec la Prayer Union, un groupe d'étude biblique créé par Emma Robarts. Robarts est décédé, et l'organisation devient la Young Women's Christian Association.
Kinnaird est également l'une des fondatrices de la Women's Emigration Society qui s'arrange pour que les femmes obtiennent de bons emplois et se rendent dans les colonies.
En 1884, la YWCA est restructurée - jusque-là, Londres avait presque une organisation distincte, mais il n'y a plus qu'une seule organisation nationale de la YWCA. En dessous, il y a différents présidents et membres du personnel pour Londres, l'Angleterre et le Pays de Galles, l'Écosse, l'Irlande, «étranger» et colonial et missionnaire. Cette organisation est impliquée dans la diffusion de textes et de littérature chrétienne, mais elle interroge également des jeunes femmes dans le but d'améliorer leurs conditions de vie. En 1884, elles travaillent parmi les pêcheuses écossaises, publient leur propre magazine et exploitent un restaurant pour dames à Londres. Ce travail est lancé lors de discours sur l'esclavage des blanches, où des femmes auraient été kidnappées pour se prostituer. En 1886, le gouvernement britannique relève l'âge du consentement de treize à seize ans.

## Enfants
En 1887, Kinnaird est veuve et son fils Arthur devient le 11e Lord Kinnaird. Elle meurt en 1888, laissant Arthur et Frederica Georgina (1845-1929), Louisa Elizabeth (1848-1926), Agneta Olivia (1850-1940), Gertrude Mary (1853-1931) et Emily Cecilia Kinnaird. Frederica et Agneta se marient toutes les deux, mais les trois filles célibataires, Louisa, Gertrude et Emily, continuent les bonnes œuvres de leur mère. Louisa est active à Londres mais Gertrude et particulièrement Emily sont des missionnaires.